# Bernie Mac
Bernie Jeffrey Mac, de son vrai nom Bernard Jeffrey McCullough, né le 5 octobre 1957 à Chicago aux États-Unis et mort le 9 août 2008 dans la même ville, est un acteur et humoriste américain, surtout connu pour son rôle de Frank Catton dans la trilogie à succès de Steven Soderbergh : Ocean's Eleven, Ocean's Twelve et Ocean's Thirteen.

## Biographie
Après une enfance passée à Chicago, Bernard Jeffrey McCullough s'illustre au théâtre et à la télévision, optant très vite pour le nom de scène de Bernie Mac. En 1992, il fait ses premiers pas devant la caméra, dans la comédie Mo' Money. Un registre comique dans lequel il va alors se spécialiser, s'illustrant dans la série télévisée Moesha et dans de nombreuses productions mettant en vedette la communauté afro-américaine : Friday en 1995, Get on the Bus de Spike Lee en 1996, The Players Club d'Ice Cube en 1998.
En 1999, Bernie Mac passe à la vitesse supérieure en tenant l'un des principaux rôles de la comédie Perpète, dans laquelle il côtoie Eddie Murphy et Martin Lawrence. Il retrouve alors Spike Lee pour The Original Kings of Comedy et connaît le succès sur petit écran avec la série The Bernie Mac Show. Mais c'est en 2001 qu'il connaît la consécration en rejoignant la troupe de braqueurs d'Ocean's Eleven, aux côtés de George Clooney et de Brad Pitt.
La carrière de Bernie Mac sur grand écran est dès lors définitivement lancée. En 2003, il est le chef d'équipe des drôles de dames dans Charlie's Angels : Les Anges se déchaînent ! et fait de Chris Rock un Président par accident. En 2004, il enquête sur Billy Bob Thornton en Père Noël déjanté dans Bad Santa, sort de sa retraite pour jouer au baseball dans Mr. 3000, et regoûte à l'art du braquage cool dans Ocean's Twelve. L'année suivante, il s'illustre en père possessif prêt à tout pour garder sa fille chérie face au très tenace Ashton Kutcher dans Black/White (remake de Devine qui vient dîner ?).
Souffrant depuis longtemps de sarcoïdose, une maladie des poumons qui n'a à ce jour aucun traitement spécifique, l'acteur meurt le 9 août 2008 des suites d'une pneumonie à l'hôpital de Chicago, à l'âge de 50 ans. Les films Madagascar 2 (2008), dans lequel il prête sa voix à Zuba, et Soul Men (2008) dans lequel il joue aux côtés de Samuel L. Jackson, ainsi que Les deux font la père (2009) où il vient en aide à Robin Williams et John Travolta, lui sont dédiés.

## Filmographie

### Acteur
- 1992 : Mo' Money de Peter MacDonald : le portier du club
- 1993 : Who's the Man? de Ted Demme : G-George
- 1994 : Above the Rim de Jeff Pollack : Flip
- 1995 : Friday de F. Gary Gray : Le Pasteur Clever
- 1996 : Les Frères Wayans - Saison 3, épisode 18 : Shank
- 1997 : Booty Call de Jeff Pollack : le juge Peabody
- 1997 : Les Reines de Beverly Hills (BAPS - Black American Princess) de Robert Townsend : M. Johnson
- 1997 : Get on the Bus de Spike Lee : Jay
- 1998 : The Players Club d'Ice Cube : Dollar Bill
- 1999 : Perpète (Life) de Ted Demme : Jangle Leg
- 2000 : The Original Kings of Comedy de Spike Lee
- 2001 : The Bernie Mac Show : Bernie
- 2001 : Spoof Movie (Don't Be a Menace to South Central While Drinking Your Juice in the Hood) de Paris Barclay : Officier Self Hatred
- 2001 : Escrocs (What's the Worst That Could Happen ?) de Sam Weisman : Oncle Jack
- 2002 : Lil' Pimp de Mark Brooks : Fruit Juice (voix)
- 2002 : Ocean's Eleven de Steven Soderbergh : Frank Catton
- 2002 : Mr. 3000 de Charles Stone III (en) : Stan Ross
- 2003 : Charlie's Angels : Les Anges se déchaînent ! (Charlie's Angels : Full Throttle) de McG : Jimmy Bosley
- 2003 : Président par accident (Head of State) de Chris Rock : Mitch Gilliam
- 2004 : Bad Santa de Terry Zwigoff : Gin Slagel
- 2004 : Ocean's Twelve de Steven Soderbergh : Frank Catton
- 2005 : Black/White (Guess Who) de Kevin Rodney Sullivan : Percy Jones
- 2007 : Ocean's Thirteen de Steven Soderbergh : Frank Catton
- 2007 : Transformers de Michael Bay : Bobby Bolivia
- 2008 : Starting Under - Saison 1 : Bernie
- 2008 : Madagascar 2 (Madagascar: Escape 2 Africa) : Zuba (voix)
- 2008 : Soul Men de Malcolm D. Lee
- 2009 : Les deux font la père (Old Dogs) de Walt Becker : Jimmy Lunchbox

### Producteur
- 2005 : Black/White (Guess Who) de Kevin Rodney Sullivan
- 2008 : Starting Under

## Voix françaises
| - Frantz Confiac dans : - Ocean's Twelve - Black/White - Transformers - Tola Koukoui dans : - Ocean's Eleven - Ocean's Thirteen - Jean-Paul Pitolin dans : - Madagascar 2 (voix) - Les deux font la père | et aussi - Jean-Jacques Nervest dans Above the Rim - Daniel Kamwa dans Friday - Sidney Kotto dans Moesha (série télévisée) - Jean-Michel Martial dans Perpète - Med Hondo dans Escrocs - Thierry Desroses dans Bad Santa - Pascal Légitimus dans Charlie's Angels : Les Anges se déchaînent ! - Lionel Henry dans Président par accident - Julien Kramer dans Soul Men |